# Michael Musyoki
Michael Musyoki (ur. 28 maja 1956 w Machakos) – kenijski lekkoatleta specjalizujący się w biegach długodystansowych, uczestnik letnich igrzysk olimpijskich w Los Angeles (1984), brązowy medalista olimpijski w biegu na 10 000 metrów. 

## Sukcesy sportowe
| Rok  | Miasto      | Zawody                                     | Konkurencja                     | Wynik         |
| ---- | ----------- | ------------------------------------------ | ------------------------------- | ------------- |
| 1977 | Mogadiszu   | Mistrzostwa Afryki Wschodniej i Centralnej | bieg na 5000 m bieg na 10 000 m | złoty medal   |
| 1978 | Algier      | Igrzyska afrykańskie                       | bieg na 5000 m bieg na 10 000 m | srebrny medal |
| 1978 | Edmonton    | Igrzyska Wspólnoty Narodów                 | bieg na 5000 m bieg na 10 000 m | srebrny medal |
| 1984 | Los Angeles | Igrzyska olimpijskie                       | bieg na 10 000 m                | brązowy medal |

## Rekordy życiowe
- bieg na 3000 metrów – 7:46,4 – Kolonia 22/06/1977
- bieg na 5000 metrów – 13:24,89 – Zurych 16/08/1978
- bieg na 5000 metrów (hala) – 13:43,2 – Nowy Jork 08/02/1980
- bieg na 10 000 metrów – 27:41,92 – Helsinki 30/06/1977
- bieg na 10 kilometrów – 27:29 – Nowy Orlean 01/04/1984
- półmaraton – 1:00:43 – Newcastle 08/06/1986
- bieg maratoński – 2:10:30 – Chicago 26/10/1986